# مأموریت مشترک انرژی تاریک

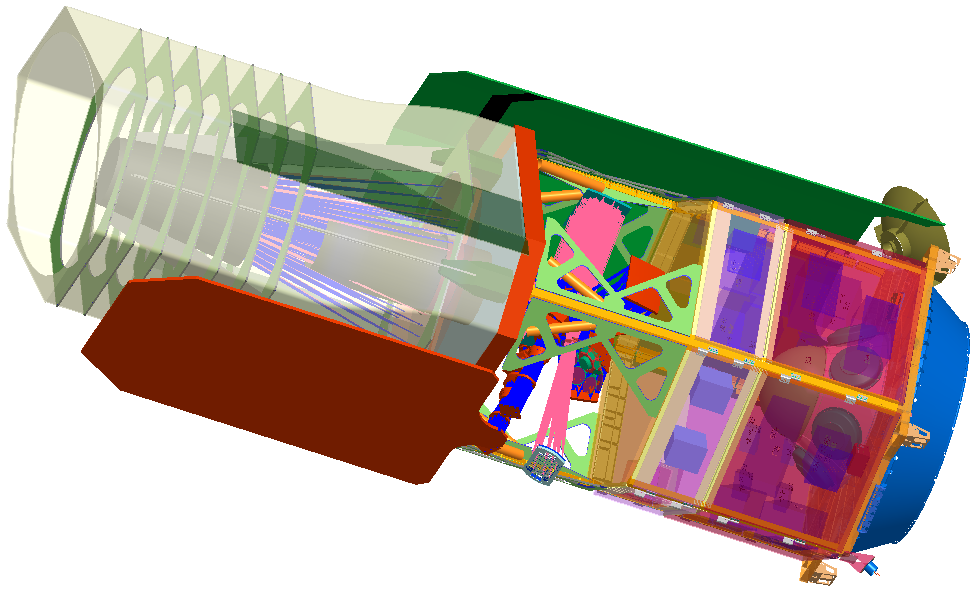
کاوشگر فضایی مأموریت مشترک انرژی تاریک JDEM

مأموریت مشترک انرژی تاریک (به انگلیسی: Joint Dark Energy Mission) یا (جی‌دی‌ای‌ام JDEM) یک کاوشگر فضایی پروژهٔ انیشتین بود که برای تمرکز پیرامون بررسی انرژی تاریک برنامه‌ریزی شده‌بود. جی‌دی‌ای‌ام با همکاری بین ناسا و وزارت انرژی ایالات متحده آمریکا به‌وجود آمده است.
در اوت ۲۰۱۰, کمیتهٔ فیزیک و اخترشناسیِ بنیاد ملی علوم مأموریت گستردهٔ تلسکوپ نقشه‌برداری میدان باز فروسرخ یا (دبلیوفیرست WFIRST) را پیشنهاد داد؛ برنامهٔ تغییر نام یافتهٔ پیشنهادهای منحل‌شدهٔ SNAP, Destiny, ADEPT و امگا JDEM، جایگزینی که به عنوان بالاترین اولویت برای توسعه و تکمیل در حدود ۲۰۲۰ پیشنهاد شد. این تلسکوپ ۱٫۵ متری با ۱۴۴ مگاپیکسل HgCdTe آرایه سطحی فاصله کانونی، واقع در نقطهٔ لاگرانژی L2 خواهد بود. انتظار می‌رود هزینهٔ انجام این پروژه در حدود ۱٫۶ میلیارد دلار باشد.

## پیشنهادهای مطرح پیشین
تلسکوپ فضایی انرژی تاریک (Destiny)Dark Energy Space Telescope
کاوشگر فضایی ابرنواختر / Supernova/Acceleration Probe (SNAP).